# Avihu Medina
Avihu Medina  (în ebraică:אביהו מדינה, născut la 19 august 1948) este un compozitor, aranjor, textier și cantautor israelian de muzică ușoară, în stil oriental și mediteraneean, laureat al Premiului Israel (premiul de stat al Israelului), în domeniul cântecului ebraic.
A adus o contribuție însemnată la transformarea genului muzical oriental-mediteraneean din Israel într-o parte integrantă din cântecul ebraic (Zemer ivrí) . Comisia care i-a decernat Premiul Israel a subliniat ca Medina și-a dedicat cea mai mare parte din timp dezvoltării și difuzării genului muzical israelian bazat pe sursele evreiești tradiționale și culturale.    

## Biografie
Medina s-a născut la Tel Aviv în 1948. El era al treilea fiu al lui Aharon Medina și al lui Lea Medina. Tatăl său, cantor (hazan) de meserie, a emigrat în Palestina din Yemen în anul 1939, iar familia mamei sale a emigrat tot din Yemen în Palestina otomană în anul 1906.   
În tinerețe Medina a locuit o vreme în kibuțul Kisufim din vestul deșertului Neghev. În armată a servit ca comandant de tanc, inclusiv în luptele din Războiul de Yom Kipur. În anii 1980 a înființat un atelier de șlefuire a diamantelor.    
El locuiește la Petah Tikva

## Cariera artistică
Medina a compus peste 400 de cântece, din 2007 a publicat nouă albume de cântece de muzică ușoară, în genul israelian oriental-mediteranean. Multe din cântecele sale au devenit cunoscute în interpretarea lui Zohar Argov. Medina a început să compună în 1970, primul său cântec fiind Yaakov Hatamim  (Iacob cel drept), cunoscut ca Al tira Israel (Israel, nu te teme) care a ocupat locul al treilea la Festivalul Cântecului Oriental din Israel în 1971, în interpretarea lui Moshe Hilel. Și la festivalurile similare următoare a participat cu cântece care s-au clasat pe primele trei locuri. Cariera de cântăreț a început-o tot la Festivalul cântecului oriental din Israel în 1980 când a interpretat cântecul Rahel. Primul album solo l-a lansat în 1990, la vârsta de 42 ani.

## Selecție de cântece
- Perah beganí - (Floare în grădina mea)  locul întâi la Festivalul cântecului oriental din 1982 - în interpretarea lui Zohar Argov
- Elekha Elohay  (Ție Doamne)- premiul KInor David, locul al doilea la Festivalul cântecului oriental (1978) în interpretarea lui Shimi Tavori
- Levad yoshevet (Șade singură)
- Lihiot adam (Să fii om)
- Kvar avru hashanim (Au trecut deja anii)
- Al tashlikheni (Nu mă arunca)
- Sod mazalot (Taina zodiilor)
- Lama El (De ce Doamne)
- Shabkhí Yerushalaim (Laudă, Ierusalime)
- Hidá at li (Ești o enigmă pentru mine )
- Raaya
- Nashim vehofshiot (Femei și libere)
- Avi (Tatăl meu)
- Bein hatov vehará (Între bine și rău)
- Naale (Sa urcăm)
- Barkhenu (Binecuvântează - ne)
- Yom shishí highia (A sosit vinerea)
- Shabat mataná (Sâmbăta un dar)
- Gaaguim (Dor)
- Ten lazman lalehet (Dă timpului să zboare)
- Halom (Vis)
- Haíti yeled  (Am fost copil)
- Eretz ahuvá (Țară iubită)
- Ana elay (Rogu-te)
- Lu haiti (Dacă aș fiu fost)
- Im tavoyi (Dacă vei veni)
- Yesh li naará (Am o fată)
- Shav el admati  (Întors pe pământul meu)
- Ima, otakh ani ohev (Mamă,te iubesc)
- Hasiri tzel (Alungă umbra)
- Koév veshar lakh (Mă doare și îți cânt)
- Zohi Rosh Haaiyn (Acesta e Rosh Haayin)
- Lashir bekol arev (Sa cânți cu glas duios) etc

Cântecele sale au fost interpretate de soliști precum Glykeria, Zohar Argov, Haim Moshe, Ishay Levi, Daklon, Uri Shevah, Tzion Golan, Boaz Sharabi, Shimi Tavori, Eli Luzon, Eyal Golan, Netanel Nagar, Reuven Erez, Avner Gadasi, Rami Danokh, Oren Hen, Hofni Cohen etc 